# Mistrovství světa v atletice 2009 – Muži 200 metrů
 Běh na 200 metrů mužů na Mistrovství světa v atletice 2009 se uskutečnil 18. a 20. srpna. Ve finálovém běhu zvítězil jamajský běžec Usain Bolt, když vytvořil již svůj druhý světový rekord na tomto šampionátu časem 19,19 s. Tím překonal svůj vlastní SR z OH v Pekingu o 0,11 s. a zvítězil o 0,62 s. Druhý v cíli, Panaman Edward Alonso zaběhl nový kontinentální rekord a rekord své věkové kategorie 19,81 s. Celkem 4 běžci běželi poprvé v historii pod 19,9 sekundy.

## Výsledky finálového běhu
| *                | Sportovec        | Čas          |
| ---------------- | ---------------- | ------------ |
| Zlatá medaile    | Usain Bolt       | 19,19 s (WR) |
| Stříbrná medaile | Alonso Edward    | 19,81 s      |
| Bronzová medaile | Wallace Spearmon | 19,85 s      |
| 4                | Shawn Crawford   | 19,89 s      |
| 5                | Steve Mullings   | 19,98 s      |
| 6                | Charles Clark    | 20,39 s      |
| 7                | Ramil Gulijev    | 20,61 s      |
| 8                | David Alerte     | 20,68 s      |